# Sergeant at Arms of the United States House of Representatives
Sergeant at Arms of the United States House of Representatives (kurz auch House Sergeant at Arms) ist die offizielle Bezeichnung für den obersten Beamten im Repräsentantenhaus der Vereinigten Staaten, der für die Aufrechterhaltung der Ordnung und Sicherheit sowie eine Vielzahl an Verwaltungs- und zeremoniellen Vorgängen zuständig ist. Das Amt wurde 1789 durch den 1. Kongress der Vereinigten Staaten eingeführt und hatte sein historisches Vorbild im Serjeant-at-Arms des britischen Unterhauses.

## Aufgaben

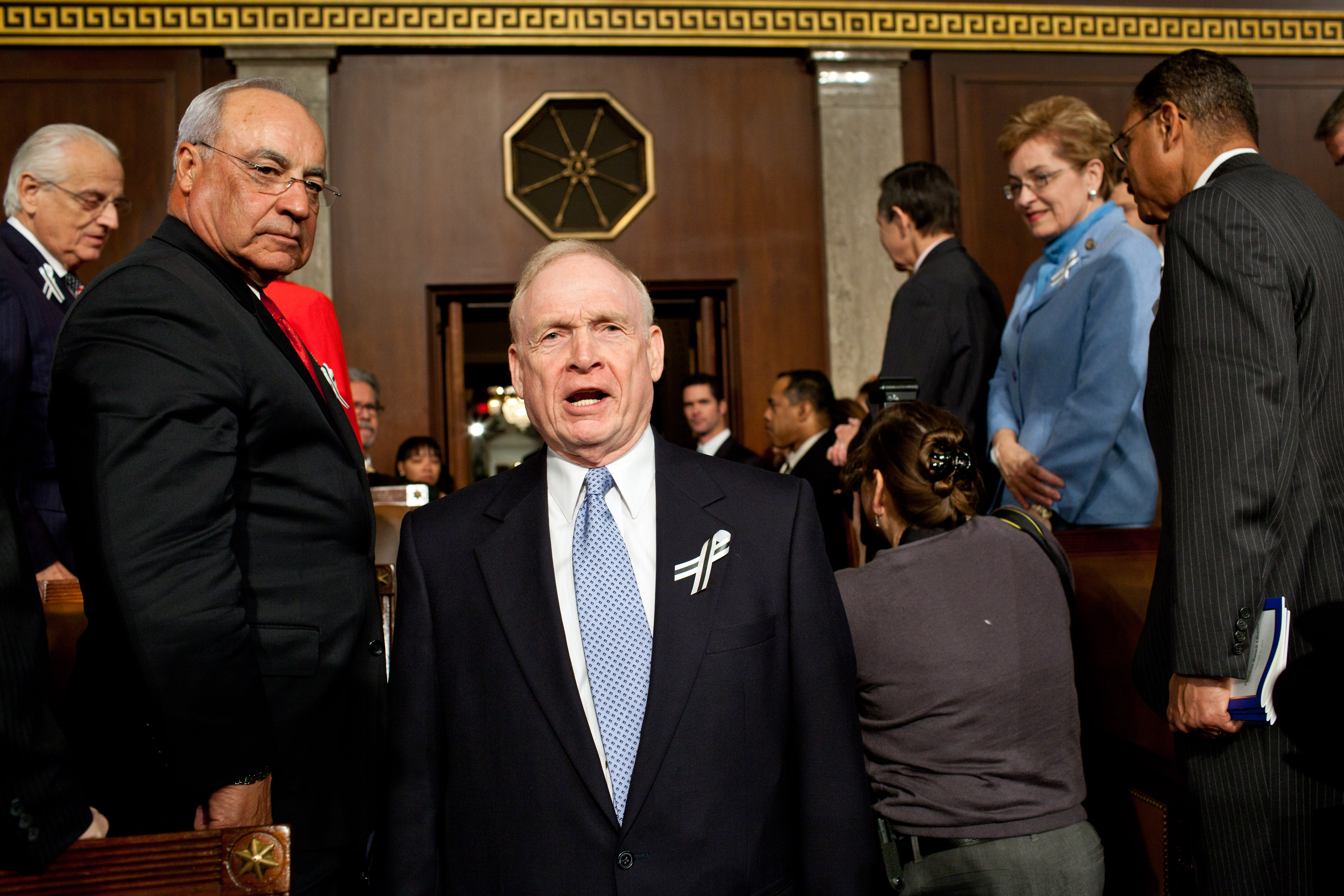
Sergeant at Arms Wilson Livingood bei der State of the Union Address 2011

Das Amt des Sergeant at Arms wurde in einer der ersten Resolutionen des 1. Kongresses im April 1789 geschaffen.

Der Amtsstab des Repräsentantenhauses (1914)

Als leitender Exekutivbeamter des Repräsentantenhauses ist es die Aufgabe des Sergeant at Arms Sicherheit und Ordnung auf dessen Seite des Kapitols aufrechtzuerhalten. Auch für die Sicherheit einzelner Abgeordneter ist er zuständig.
Ähnlich wie der Sergeant at Arms des Senats dafür zuständig ist den Hammer des Senats aufzubewahren, bewahrt der Sergeant at Arms des Repräsentantenhauses den Amtsstab des Repräsentantenhaus auf, der seine Autorität repräsentiert und als Symbol für das ganze Repräsentantenhaus dient. Auch die Befugnis Abgeordnete des Hauses bei Abwesenheit herbeizurufen gleicht dem Sergeant at Arms des Senats.
Mit der Abschaffung des Amts des Doorkeeper of the United States House of Representatives im Jahr 1995 hat der Sergeant at Arms auch den größten Teil seiner Aufgaben übernommen. Zum Beispiel kündigt er nun mit den Worten „Mr. Speaker, the president of the United States“ Auftritte des US-Präsidenten im Repräsentantenhaus an.
Zusammen mit dem Architekten des Kapitols und dem Senate Sergeant at Arms bildet er auch das Capitol Police Board, das für die Sicherheit rund um die Gebäude verantwortlich ist. Kraft seines Amts ist er ebenfalls Mitglied des Congressional Accessibility Services Board.

## Sergeants at Arms des US-Repräsentantenhauses
| Sergeant at Arms           | Bild | Herkunft             | Amtszeit                             |
| -------------------------- | ---- | -------------------- | ------------------------------------ |
| Joseph Wheaton             |      | Rhode Island         | 12. Mai 1789 – 27. Oktober 1807      |
| Thomas Dunn                |      | Maryland             | 27. Oktober 1807 – 5. Dezember 1824  |
| John O. Dunn               |      | District of Columbia | 6. Dezember 1824 – 3. Dezember 1833  |
| Thomas Beverly Randolph    |      | Virginia             | 3. Dezember 1833 – 15. Dezember 1835 |
| Roderick Dorsey            |      | Maryland             | 15. Dezember 1835 – 8. Juni 1841     |
| Eleazor M. Townsend        |      | Connecticut          | 8. Juni 1841 – 7. Dezember 1843      |
| Newton Lane                |      | Kentucky             | 7. Dezember 1843 – 8. Dezember 1847  |
| Nathan Sargant             |      | Vermont              | 8. Dezember 1847 – 15. Januar 1850   |
| Adam John Glossbrenner     |      | Pennsylvania         | 15. Januar 1850 – 3. Februar 1860    |
| Henry William Hoffman      |      | Maryland             | 3. Februar 1860 – 5. Juli 1861       |
| Edward Ball                |      | Ohio                 | 5. Juli 1861 – 8. Dezember 1863      |
| Nehemiah George Ordway     |      | New Hampshire        | 8. Dezember 1863 – 6. Dezember 1875  |
| John G. Thompson           |      | Ohio                 | 6. Dezember 1875 – 5. Dezember 1881  |
| George W. Hooker           |      | Vermont              | 5. Dezember 1881 – 4. Dezember 1883  |
| John Peter Leedom          |      | Ohio                 | 4. Dezember 1883 – 3. Dezember 1889  |
| Adoniram Judson Holmes     |      | Iowa                 | 3. Dezember 1889 – 8. Dezember 1891  |
| Samuel S. Yoder            |      | Ohio                 | 8. Dezember 1891 – 7. August 1893    |
| Herman Wilber Snow         |      | Illinois             | 7. August 1893 – 3. Dezember 1895    |
| Benjamin F. Russell        |      | Missouri             | 3. Dezember 1895 – 4. Dezember 1899  |
| Henry Casson               |      | Wisconsin            | 4. Dezember 1899 – 4. April 1911     |
| Uriah Stokes Jackson       |      | Indiana              | 4. April 1911 – 22. Juni 1913        |
| Charles F. Riddell         |      | Indiana              | 18. Juli 1912 – 7. April 1913        |
| Robert Bryarly Gordon      |      | Ohio                 | 7. April 1913 – 19. Mai 1919         |
| Joseph G. Rogers           |      | Pennsylvania         | 19. Mai 1919 – 7. Dezember 1931      |
| Kenneth Romney             |      | Montana              | 7. Dezember 1931 – 3. Januar 1947    |
| William F. Russell         |      | Pennsylvania         | 3. Januar 1947 – 3. Januar 1949      |
| Joseph H. Callahan         |      | Kentucky             | 3. Januar 1949 – 3. Januar 1953      |
| William F. Russell         |      | Pennsylvania         | 3. Januar 1953 – 7. Juli 1953        |
| Lyle O. Snader             |      | Illinois             | 8. Juli 1953 – 15. September 1953    |
| William R. Bonsell         |      | Pennsylvania         | 15. September 1953 – 5. Januar 1955  |
| Zeake W. Johnson, jr.      |      | Tennessee            | 5. Januar 1955 – 30. September 1972  |
| Kenneth R. Harding         |      | Virginia             | 1. Oktober 1972 – 29. Februar 1980   |
| Benjamin J. Guthrie        |      | Virginia             | 1. März 1980 – 3. Januar 1983        |
| Jack Russ                  |      | Maryland             | 3. Januar 1983 – 12. März 1992       |
| Werner W. Brandt           |      | Virginia             | 12. März 1992 – 4. Januar 1995       |
| Wilson Livingood           |      | Virginia             | 4. Januar 1995 – 17. Januar 2012     |
| Paul D. Irving             |      | Florida              | 17. Januar 2012 – 7. Januar 2021     |
| Timothy Blodgett (interim) |      | New York             | 11. Januar 2021 – 26. März 2021      |
| William J. Walker          |      | Illinois             | 26. März 2021 – 7. Januar 2025       |
| William McFarland          |      | Maryland             | seit 7. Januar 2025                  |